# Mycetophila curiaensis
Mycetophila curiaensis är en tvåvingeart som beskrevs av Lane 1952. Mycetophila curiaensis ingår i släktet Mycetophila och familjen svampmyggor. Inga underarter finns listade i Catalogue of Life.